# (612093) 1999 LE31
(612093) 1999 LE31 è un asteroide centauro e damocloide. Scoperto nel 1999, presenta un'orbita caratterizzata da un semiasse maggiore pari a 8,1666430 au e da un'eccentricità di 0,4677526, inclinata di 151,51757° rispetto all'eclittica.
Posto su di un'orbita retrograda ed eccentrica proveniente dalla regione esterna del Sistema Solare, venne osservato per la prima volta il 12 giugno 1999 dagli astronomi con il programma LINEAR presso l'ETS del Lincoln Lab  vicino a Socorro, nel New Mexico, negli Stati Uniti. L'insolito oggetto misura circa 16,8 km di diametro.

## Descrizione
(612093) 1999 LE31 orbita attorno al Sole alla distanza di 4,3–11,9 UA ogni 23 anni e 2 mesi, pari a 8462 giorni, con un semiasse maggiore di 8,13 UA. L'eccentricità dell'orbita è di 0,47, ed è inclinato di 152° rispetto all'eclittica.
Trascorre gran parte del tempo in orbita nel Sistema Solare esterno tra Giove e Urano,  e, come tutti i centauri, si trova su di un'orbita instabile causata dalle influenze gravitazionali dei pianeti giganti. Per questo motivo, deve aver avuto origine altrove, molto probabilmente al di fuori di Nettuno. È un asteroide zenosecante e cronosecante. Degli oltre mezzo milione di pianeti minori, (612093) 1999 LE31 è uno dei circa 60 che ha un'orbita retrograda.
(612093) 1999 LE31 ha un diametro approssimativamente di 16,8 km. Gli ultimi due transiti dal perielio sono avvenuti nel dicembre 1998 e nel gennaio 2022. L'ultima osservazione è avvenuta nel 2000.

## Osservazioni
Questo asteroide è stato registrato in osservatori come:
- Lincoln Laboratory (riflettore 1,0 m; f/2,15 + CCD) - località della scoperta
- Dominion Astrophysical Observatory (riflettore da 1,82 m + CCD)
- Osservatorio astronomico dinamico (riflettore 0,60 m; f/3,7 + CCD)
- Osservatorio europeo settentrionale (riflettore da 1,0 m + CCD)
- Farpoint (0,30 m Schmidt-Cassegrain + CCD)
- Osservatorio Kleť (riflettore 0,57 m; f/5,2 + CCD)
- Osservatorio McDonald (riflettore da 0,76 m + CCD)
- Osservatorio del Roque de los Muchachos (riflettore da 1,0 m + CCD)